# Rutheopsis herbanica
Rutheopsis herbanica är en flockblommig växtart som först beskrevs av Carl August Bolle, och fick sitt nu gällande namn av Alfred Hansen och Günther W.H. Kunkel. Rutheopsis herbanica ingår i släktet Rutheopsis och familjen flockblommiga växter. Inga underarter finns listade i Catalogue of Life.